# Lepenac
Lepenac (v srbské cyrilici Лепенац, albánsky Lepenci, makedonsky Лепенец), je řeka na území jihu Kosova a severu Severní Makedonie. Dlouhá je 75 km a vlévá se do řeky Vardaru na západním předměstí severomakedonské metropole Skopje. Jejím údolí vedou hlavní dopravní tahy z Kosova do Severní Makedonie (tzv. Kačanickou soutěskou).
Řeka má povodí o rozloze 770 km2 (z toho 695 km2 na území Kosova a 75 km2 na území Severní Makedonie). Řeka není splavná. Nenacházejí se na ní žádná větší vodní díla; slouží však k napájení průmyslu (např. cementáren v Kačanické soutěsce).
Řeka pramení v pohoří Ošljak v jižním Kosovu. Protéká městy Štrpce a Kačanik, kde přibírá řeku Nerodimku. Poté mění svůj směr toku z východního na jižní; protéká Kačanickou soutěskou až do města Elez Han, kde vstupuje na území Severní Makedonie. Několik kilometrů tvoří státní hranici, poté vytéká do široké nížiny a severomakedonské metropole Skopje. Tok řeky je regulován pouze v blízkosti jejího ústí do Vardaru. Řeka pramení v nadmořské výšce 1860 m n. m. a ústí v nadmořské výšce 253 m n. m.